# Reprezentacja Turcji w piłce nożnej mężczyzn
Reprezentacja Turcji w piłce nożnej – narodowa drużyna piłkarska Turcji. Turecki Związek Piłki Nożnej został założony w 1923 roku. Wtedy także Turcja została członkiem FIFA.
Do połowy lat 90. reprezentacja Turcji nie należała do europejskiej czołówki. Do tego czasu tylko raz awansowała do finałów rozgrywek międzynarodowych – w 1954 wzięła udział w Mistrzostwach Świata w Szwajcarii. Od lat 80. szkoleniowcy z Europy Zachodniej zaczęli przybywać nad Bosfor i to oni właśnie przygotowali grunt pod późniejsze osiągnięcia tamtejszej piłki.
Jeden z nich, Niemiec Sepp Piontek, został w 1990 roku selekcjonerem reprezentacji i zmienił styl jej gry. Jego asystentem był 37-letni wówczas Fatih Terim, obok Şenola Güneşa, twórca największych sukcesów w historii futbolu tureckiego oraz trzykrotny trener kadry narodowej w (latach 1993–1996, 2005–2010 i 2013–2017). Później kadrę Turcji prowadził Mircea Lucescu. Nowym selekcjonerem kadry zostanie Şenol Güneş,

## Eliminacje doMistrzostw Europy w Piłce Nożnej 2020

### Grupa H
| Zespół   | Pkt | M  | W | R | P | Br+ | Br− | +/− |
| -------- | --- | -- | - | - | - | --- | --- | --- |
| Francja  | 25  | 10 | 8 | 1 | 1 | 25  | 6   | +19 |
| Turcja   | 23  | 10 | 7 | 2 | 1 | 18  | 3   | +15 |
| Islandia | 19  | 10 | 6 | 1 | 3 | 14  | 11  | +3  |
| Albania  | 13  | 10 | 4 | 1 | 5 | 16  | 14  | +2  |
| Andora   | 4   | 10 | 1 | 1 | 8 | 3   | 20  | −17 |
| Mołdawia | 3   | 10 | 1 | 0 | 9 | 4   | 26  | −22 |

|          | Francja | Islandia | Turcja | Albania | Mołdawia | Andora |
| -------- | ------- | -------- | ------ | ------- | -------- | ------ |
| Francja  | X       | 4:0      | 1:1    | 4:1     | 2:1      | 3:0    |
| Islandia | 0:1     | X        | 2:1    | 1:0     | 3:0      | 2:0    |
| Turcja   | 2:0     | 0:0      | X      | 1:0     | 4:0      | 1:0    |
| Albania  | 0:2     | 4:2      | 0:2    | X       | 2:0      | 2:2    |
| Mołdawia | 1:4     | 1:2      | 0:4    | 0:4     | X        | 1:0    |
| Andora   | 0:4     | 0:2      | 0:2    | 0:3     | 1:0      | X      |

## Historia

### Początki futbolu nad Bosforem
Nad Bosfor zainteresowanie piłką nożną przywieźli pod koniec XIX wieku emigranci angielscy. Turcy szybko zainteresowali się nowym sportem i w 1904 roku powołali piłkarską ligę Stambułu – rozgrywki piłkarskie studentów największej stambulskiej uczelni Galatasaray Sultani. Oni też w roku 1905 założyli najbardziej utytułowany klub w Turcji – Galatasaray SK. Dwa lata później powstało Fenerbahçe SK. Jednak pierwszą drużyną klubową powołaną nad Bosforem był Beşiktaş JK (1903 rok).
Od tego czasu rozpoczął się nowy etap w dziejach klubów (złożonych w całości z tureckich zawodników) – powołano Ligę Niedzielną, nazwaną tak ze względu na dzień rozgrywania spotkań. W 1912 roku założono konkurencyjną ligę – Ligę Piątkową. Obie ligi połączyły się dopiero w 1916 i tak powstała stambulska Liga Piątkowa istniała przez kolejnych siedem lat. Popularność piłki nożnej błyskawicznie rozszerzyła się na cały kraj, kiedy w czasie I wojny światowej rozgrywano mecze z zespołami armii okupacyjnej.
W 1923 roku powołano Turecki Związek Piłki Nożnej, ale aż do lat 50. nie było ogólnokrajowej ligi piłkarskiej, grano jedynie o mistrzostwa miast. Dopiero w 1958 roku powstała profesjonalna liga, która w swoim pierwotnym kształcie przetrwała do dzisiaj. Pierwszym mistrzem Turcji zostało Fenerbahçe. Od 1962 roku kluby grają również w rozgrywkach Pucharu Turcji (pierwszym triumfatorem był Galatasaray SK).
Reprezentacja Turcji pierwszy oficjalny mecz międzypaństwowy rozegrała w 1923 roku. Pierwszy poważny sukces odniosła dopiero 31 lat później, kiedy to awansowała do Mundialu 1954. W eliminacjach rywalem Turków byli Hiszpanie. O awansie zadecydowało szczęście – po przegranej Turcji w pierwszym meczu i zwycięstwie w rewanżu również dodatkowy mecz, zakończony remisem, nie przyniósł rozstrzygnięcia, więc zwycięzcę konfrontacji wyłonił rzut monetą. Los wskazał drużynę turecką.
Na boiskach Szwajcarii, mimo efektownego 7:0 z Koreą Południową, była zbyt słaba, aby pokonać przyszłego mistrza świata RFN (dwukrotnie przegrała – 1:4 i 2:7) i szybko pożegnała się z turniejem. Kolejne lata to niesłabnący regres reprezentacji, która nie najlepszymi wynikami zepchnęła się na ubocze wielkiego futbolu, stając się jednym z europejskich autsajderów. Kadra przegrywała kolejne eliminacje do imprez międzynarodowych. Dopiero od drugiej połowy lat 80., kiedy do kraju zaczęli przyjeżdżać znani szkoleniowcy, przede wszystkim z Niemiec, nastąpiła istotna jakościowa zmiana.

### Napływ zagranicznej myśli szkoleniowej w latach 80.
W 1984 do Stambułu przyjechał niemiecki trener Jupp Derwall. Doświadczony były selekcjoner reprezentacji RFN rozpoczął pracę w Galatasaray. Z zespołem Cimbom zdobył dwa tytuły mistrza kraju oraz zdołał wprowadzić nowe piłkarskie wzorce. Jego poczynaniom z pozycji asystenta przyglądał się przyszły selekcjoner reprezentacji Mustafa Denizli.
Wkrótce po Derwallu nad Bosfor trafili tacy fachowcy jak Karl-Heinz Feldkamp, Rainer Hollmann, Rainer Safting, czy Holender Guus Hiddink, który w latach 1990–1991 prowadził Beşiktaş. W 1990 roku trenerem tureckiej kadry został Niemiec Sepp Piontek.
Wraz ze szkoleniowcami zaczęli przybywać również znani piłkarze (np. Harald Schumacher). W licznej grupie zagranicznych zawodników znalazł się także Polak Roman Kosecki, który grał w Galatasaray od 1990 do 1992 roku.
Także dzisiaj Turcja pozostaje atrakcyjnym miejscem dla szkoleniowców i piłkarzy z zagranicy. Vicente del Bosque po sukcesach w Realu Madryt zdecydował się objąć posadę w Beşiktaşu. Jeszcze niedawno podczas derby Stambułu na trenerskiej ławce spotykali się dwaj Niemcy – Werner Lorant (Beşiktaş) i Christoph Daum (Fenerbahçe). W Trabzonie pracował niegdyś Hans-Peter Briegel, a następcą Fatiha Terima w Galatasaray SK w 2000 roku został Rumun Mircea Lucescu, który wywalczył z tym klubem Superpuchar Europy.

### Futbol turecki w latach 1996–2002

#### 1996 rok – runda grupowa Mistrzostw Europy
Turcy sprawili dużą niespodziankę już w eliminacjach do Euro 1996. Mimo iż dali się wyprzedzić reprezentacji Szwajcarii, to w pokonanym boju zostawili trzecią drużynę świata Szwecję. Zgodnie z ówczesnym regulaminem prawie wszystkie drużyny z drugiego miejsca awansowały do mistrzostw bezpośrednio, tak więc ekipa dowodzona przez Fatiha Terima mogła szykować się do europejskiego debiutu na boiskach Anglii.
Piłkarze nie odnieśli jednak sukcesu. Turcy nie tylko przegrali wszystkie trzy mecze (z Chorwacją 0:1, z Portugalią 0:1 oraz z Danią 0:3), ale i nie potrafili zdobyć żadnej bramki. Mimo to, właśnie na Euro 1996 pokazali się zawodnicy, którzy niedługo potem zdobyło z reprezentacją największe futbolowe laury. W bramce stał wówczas 23-letni Rüştü Reçber, wszystkie trzy mecze rozegrał także obrońca Alpay Özalan (Bülent Korkmaz był rezerwowym), w pomocy grali Tugay Kerimoğlu i Tayfun Korkut, a w ataku Hakan Şükür z Arifem Erdemem. To w Anglii piłkarze ci zdobyli swoje pierwsze poważne piłkarskie doświadczenie.

#### 2000 rok – ćwierćfinał Mistrzostw Europy
Po turnieju w Anglii Fatiha Terima na stanowisku selekcjonera zastąpił Mustafa Denizli. Jego podopieczni przegrali co prawda eliminacje Mundialu 1998, jednak w kwalifikacjach Euro 2000 okazali się w swojej grupie gorsi tylko od obrońców tytułu Niemców, zaś w barażu wyeliminowali Irlandczyków. Po dwumeczu (1:1 na wyjeździe, 0:0), dzięki bramce strzelonej w Dublinie Turcja po raz drugi z rzędu mogła cieszyć się z awansu do mistrzostw Europy.
W pierwszym swoim występie na tej imprezie, na stadionie w Arnhem piłkarze tureccy ulegli Włochom 1:2. Następnie zanotowali bezbramkowy remis ze Szwecją, a w ostatnim meczu spotkali się ze współgospodarzem turnieju – Belgią. Na stadionie w Brukseli Turcja wygrała pewnie 2:0 i z dorobkiem czterech punktów awansowała z grupy.
24 czerwca 2000 roku w Amsterdamie piłkarze tureccy spotkali się w meczu ćwierćfinałowym z Portugalczykami. Przegrali 0:2, a w 29 minucie holenderski arbiter Dick Jol wyrzucił z boiska Alpaya, zaś tuż przed przerwą Arif Erdem nie wykorzystał rzutu karnego. Mimo porażki w tym meczu występ Turków na mistrzostwach uznano za udany. Aż czternastu piłkarzy z drużyny powołanej na Euro 2000 znalazło się w kadrze na Mistrzostwa Świata 2002.
Po mistrzostwach Europy Mustafa Denizli odszedł do Fenerbahçe, a jego miejsce w reprezentacji zajął Şenol Güneş.

#### 2002 rok – III miejsca na Mistrzostwach Świata
Zespół prowadzony przez Güneşa we wrześniu 2001 roku przegrał eliminacyjny mecz ze Szwecją, co oznaczało konieczność walki o grę w Mundialu w barażach. Po porażce u siebie ze Skandynawami domagano się natychmiastowej dymisji selekcjonera. Władze federacji zaufały jednak Güneşowi. Po efektownym wygraniu barażów (z Austrią 1:0 i 5:0) Turcja po raz drugi w historii awansowała na Mistrzostwa Świata.
Podopieczni trenera Güneşa nie bez kłopotów wyszli z grupy z drugiego miejsca. Występy na Mundialu rozpoczęli od porażki 1:2 z Brazylią i dwóch czerwonych kartek – dla Alpaya i Hakana Ünsala. Awans zapewnili sobie remisując 1:1 z Kostaryką i pewnie wygrywając 3:0 z Chinami. W dwóch kolejnych meczach – 1/8 finału i ćwierćfinale – zwyciężyli odpowiednio Japonię i Senegal po 1:0. W spotkaniu półfinałowym ponownie (wcześniej w rozgrywkach grupowych) spotkali się z przyszłymi triumfatorami imprezy Brazylijczykami. Ekipa z Ronaldo, Rivaldo i Ronaldinho na czele po raz kolejny okazała się za silna (wygrała 1:0) i Turcy musieli się zadowolić grą w małym finale, czyli w meczu o trzecie miejsce, gdzie czekali na nich współgospodarze turnieju, prowadzeni przez Holendra Guusa Hiddinka, reprezentanci Korei Południowej. Pierwsza bramka padła już w 11 sekundzie, a ostatnia w 90 minucie. Turcy wygrali 3:2 i wracali do domu z brązowym medalem, stając się pierwszym i jak do tej pory jedynym krajem islamskim, który zdobył medal piłkarskich mistrzostw świata. Po zwycięstwie w kraju zapanowała euforia.
Şenol Güneş najczęściej wybierał ustawienie 1-4-5-1, które często w czasie meczu zmieniało się na 1-4-4-2. Tym, który sprawnie przemieszczał się z linii pomocy do ataku był Hasan Şaş (26 lat, Galatasaray SK), który został uznany za jedno z odkryć turnieju. W ataku grał kapitan Hakan Şükür (31, AC Parma), ale zdaniem wielu komentatorów nie był to jego najlepszy występ. Częściej sprowadzał na siebie i odwracał uwagę obrońców przeciwnej drużyny, niż trafiał na bramkę. Większość goli strzelił jego zmiennik – İlhan Mansız (27, Beşiktaş JK). Z dobrej strony pokazał się król strzelców tureckiej ekstraklasy Arif Erdem (30, Galatasaray).
Większość ataków konstruowana była flankami, na których grali 22-letni zawodnik Interu Mediolan Emre Belözoğlu (lewa) i Ümit Davala (29, prawa) z A.C. Milan, którzy jednak często zamieniali się pozycjami. Wymienność pozycji we wszystkich liniach było cechą charakterystyczną drużyny. Tuż przed napastnikiem (napastnikami) występował 24-letni Yıldıray Baştürk, wówczas dopiero wschodząca gwiazda Bayeru 04 Leverkusen. Zdobywał piłkę na środku boiska, a następnie zagrywał ją albo na boki, albo podawał prostopadle do Hakana Şüküra. Między linią pomocy, a obroną było miejsce dla Tugaya (32, Blackburn Rovers). Zazwyczaj skutecznie powstrzymywał ataki rywali już na ich połowie i, obciążony zadaniami w destrukcji, rzadziej włączał się do ataków.
Podstawowy kwartet obrońców – Bülent Korkmaz (34, Galatasaray), Ergün Penbe (30, Galatasaray), Alpay Özalan (29, Aston Villa) i Fatih Akyel (25, Fenerbahçe), którego wybrano do najlepszej jedenastki mistrzostw, zaprezentował się na mistrzostwach solidnie. Tylko sześć straconych bramek jest w dużej mierze zasługą także charyzmatycznego bramkarza Rüştü (29, Fenerbahçe), który dzięki skutecznym interwencjom na Mundialu, wkrótce potem został kupiony przez Barcelonę.
MECZE GRUPOWE:
* 3 czerwca, Ulsan, BRAZYLIA 1:2 (Hasan Şaş '45 – Ronaldo '50, Rivaldo '87 k.)
* 9 czerwca, Incheon, KOSTARYKA 1:1 (Emre Belözoğlu '56 – Parks '86)
* 13 czerwca, Seul, CHINY 3:0 (Hasan Şaş '6, Bülent Korkmaz '9, Ümit Davala '85)
1/8 FINAŁU:
* 18 czerwca, Rifu, JAPONIA 1:0 (Ümit Davala '12)
ĆWIERĆFINAŁ:
* 22 czerwca, Osaka, SENEGAL 1:0 (po złotym golu w dogrywce) (İlhan Mansız '94)
PÓŁFINAŁ:
* 26 czerwca, Saitama, BRAZYLIA 0:1 (Ronaldo '49)
MECZ O 3. MIEJSCE:
* 29 czerwca, Daegu, KOREA PŁD 3:2 (Hakan Şükür '1, İlhan Mansız '12 i '32 – Lee Eul-yong '9, Song Chong-gug '90)

### Reprezentacja Turcji po 2002 roku
Rok po mistrzostwach w Korei i Japonii reprezentacja Turcji jako trzecia drużyna świata zagrała w Pucharze Konfederacji. Przyszło jej grać w grupie B razem z Kamerunem, Brazylią i Stanami Zjednoczonymi. Po zwycięstwie z Amerykanami 2:1, remisie z Brazylią 2:2 i porażce z Kamerunem 0:1 z czterema punktami na koncie zajęła ostatecznie drugie miejsce i awansowała do dalszej fazy turnieju. W półfinałach los skojarzył Turków z Francuzami. Turcja przegrała ten mecz 2:3. W meczu o trzecie miejsce z kolei Turcy zagrali z Kolumbią, wygrywając z nią 2:1.
W eliminacjach do Euro 2004 Turcy znów zajęli drugie miejsce w grupie i w barażach spotkali się z Łotwą. Mimo że tym razem byli faworytem nieoczekiwanie w dwumeczu okazali się słabsi i przegrali z europejskim autsajderem. Mimo to Güneş nie otrzymał wymówienia. Został zwolniony dopiero w marcu 2004 roku po serii porażek w meczach towarzyskich.
Jego następcą został Ersun Yanal, częściej dotychczas pracujący jako dyrektor sportowy niż trener. Pod jego kierunkiem drużyna znad Bosforu grała nieskutecznie i nieefektownie. Kiedy w połowie 2005 roku ważyły się losy Turcji w eliminacjach do Mundialu 2006, uznano, że Yanal nie jest wystarczającą gwarancją awansu. Przed decydującymi meczami zwolniono więc selekcjonera, a kadrę ponownie powierzono nie pracującemu nigdzie od roku Fatihowi Terimowi. Miał on za zadanie wprowadzić reprezentację do barażów (Ukraina już wcześniej zapewniła sobie awans z pierwszego miejsca). Jesienią 2005 Turcy wygrali z Ukrainą i Albanią oraz zremisowali z Danią, co zapewniło im drugie miejsce w grupie.

#### Kontrowersje wokół meczów barażowych do Mundialu 2006
W listopadzie 2005 roku reprezentacja Turcji rozegrała mecze barażowe o awans do Mundialu 2006 ze Szwajcarią. W pierwszym spotkaniu Turcy ulegli w Zurychu 0:2. W rewanżu w Stambule wygrali 4:2, ale dzięki bramkom zdobytym na wyjeździe do Niemiec pojechali podopieczni Jakoba Kuhna.
W czasie drugiego meczu doszło do chuligańskich incydentów. Ostatecznie, pod koniec stycznia 2006 roku, wydział dyscyplinarny światowej federacji piłkarskiej wydał postanowienie, w którym nałożył na Turcję następujące sankcje:
- konieczność rozegrania sześciu najbliższych meczów (w tym meczów w eliminacjach do Euro 2008) na neutralnym terenie, bez tureckiej publiczności
- odsunięcie od sześciu meczów piłkarzy Alpaya Özalana i Emre Belözoğlu
- odsunięcie od dwóch meczów piłkarza Serkana Balcı
- roczny zakaz pracy dla asystenta selekcjonera Mehmeta Özdileka
- karę finansową w wysokości 130 tysięcy euro[3].

#### 2008 rok – półfinał Mistrzostw Europy
Po międzynarodowych perturbacjach Fatih Terim kontynuował pracę z kadrą. W reprezentacji zaszło bardzo dużo zmian. O jej sile zaczęli decydować piłkarze urodzeni w latach 80. Okazją do przebudowy składu były eliminacje Mistrzostw Europy 2008. Rywalami Turków w grupie eliminacyjnej byli m.in. obrońcy tytułu, Grecy. Tak jak w kwalifikacjach dwóch poprzednich turniejów o mistrzostwo Europy Turcy zajęli drugie miejsce. Tym razem jednak awansowali bez konieczności rozgrywania barażu.
W międzyczasie wielu znanych i doświadczonych tureckich graczy zakończyło kariery piłkarskie bądź też pożegnało się z kadrą. Na ich miejsce Fatih Terim wprowadził szereg młodych zawodników. Miejsce w bramce Rüştü Reçber stracił na rzecz Volkana Demirela, z którym wcześniej rywalizował o pozycję pierwszego bramkarza Fenerbahçe. Choć jeszcze w eliminacjach podstawowym zawodnikiem drużyny był Hakan Şükür, to ostatecznie nie znalazł się w kadrze na Euro 2008, a kapitańską opaskę i rolę lidera drużyny przejął po nim jeden z najskuteczniejszych strzelców hiszpańskiej Primera División Nihat Kahveci (28, Villarreal CF). Jeszcze wcześniej, bo w trakcie eliminacji od zespołu został odsunięty Yıldıray Baştürk. W drużynie pojawili się natomiast: naturalizowany Brazylijczyk Marco (Mehmet) Aurélio (30, Fenerbahçe) oraz pochodzący z mieszanej, brytyjsko-tureckiej rodziny Colin Kâzım-Richards znany jako Kâzım Kâzım (21, Fenerbahçe). Zawodnikiem o najdłuższym stażu był 34-letni Emre Aşık (Ankaraspor) występujący w tureckiej drużynie narodowej od 1993 roku, ale odgrywający w niej zwykle rolę rezerwowego (ominął go wyjazd na Euro 1996, zaś na Mundialu 2002 zagrał tylko 2 razy). Inny weteran, Rüştü, pojechał na Mistrzostwa Europy w roli zmiennika Volkana.
Pierwszy mecz podopieczni Fatiha Terima przegrali 0:2 z Portugalią. Wyniki kolejnych spotkań Turcy rozstrzygnęli na swoją korzyść, za każdym razem strzelając decydujące bramki w ostatnich minutach. W meczu ze współgospodarzami Szwajcarami wygrali 2:1, a autorami wszystkich bramek byli zawodnicy pochodzenia tureckiego – gola dla Szwajcarów strzelił w 32 minucie pochodzący z Turcji Hakan Yakın. W 57 minucie wyrównał wprowadzony na początku drugiej połowy Semih Şentürk (25, Fenerbahçe), a już w doliczonym czasie gry zwycięską bramkę zdobył Arda Turan (21, Galatasaray). Jeszcze bardziej dramatyczny przebieg miało decydujące spotkanie z Czechami, w którym do 75 minuty utrzymywał się wynik 2:0 dla drużyny Karela Brücknera. Wówczas swoją drugą bramkę na turnieju zdobył Turan. O wygranej i awansie Turków do 1/4 finału zdecydowały dwa gole kapitana zespołu Nihata Kaveciego, strzelone w 87 i 89 minucie. Pod koniec meczu czerwoną kartką został ukarany Volkan Demirel, co oznaczało powrót do gry w bramce dla Rüştü, który także przejął od Nihata opaskę kapitańską.
Pojedynek o wejście do półfinału Turcy stoczyli z Chorwacją. W tym meczu bramki padły dopiero pod koniec dogrywki. Zdobyty w 119 minucie gol Klasnicia wzbudził euforię całej ekipy chorwackiej, ale moment później do wyrównania doprowadził Semih Şentürk, po raz kolejny po wejściu na boisko jako rezerwowy. W konkursie rzutów karnych lepsi okazali się Turcy. Tylko jednemu graczowi chorwackiemu udało się pokonać Rüştü (dwóch strzeliło obok bramki, a strzał jednego został obroniony), podczas gdy gracze Fatiha Terima trzykrotnie pokonali Stipę Pletikosę.
25 czerwca w Bazylei reprezentacja Turcji spotkała się z Niemcami. Z powodu kar za żółte kartki i kontuzji Fatih Terim zmuszony był delegować do gry wielu dotychczasowych rezerwowych. Tym razem Turcy jako pierwsi zdobyli prowadzenie. W 22 minucie piłkę do bramki skierował 24-letni Uğur Boral (Fenerbahçe). Po bramkach Schweinsteigera w 26 i Klosego w 79 przewagę zyskali Niemcy. Kilka minut później po raz kolejny na listę strzelców wpisał się Semih, grający tym razem od początku. Jednak szybka odpowiedź Lahma zdecydowała o ostatecznym zwycięstwie drużyny niemieckiej 3:2 i jej awansie do finału.
Po zakończeniu turnieju uznanego za udany dla Turków, Fatih Terim ogłosił swoją dymisję, jednak krajowa federacja zakomunikowała, że selekcjoner pozostanie na stanowisku. Jego następcą tymczasowo został jego były asystent Oğuz Çetin, który poprowadził reprezentację w czterech meczach. Od lutego 2010 zmienił się trener Turków. Çetina zastąpił były szkoleniowiec reprezentacji Rosji, Guus Hiddink. Holender prowadził reprezentację Turcji przez rok. W 2011 roku zastąpił go Abdullah Avci. Jego z kolei po dwóch latach pracy z reprezentacją zastąpił Fatih Terim. Pod jego wodzą tureccy piłkarze zdołali awansować na Euro 2016. W swojej grupie eliminacyjnej (Czechy, Islandia, Holandia, Kazachstan, Łotwa) zajęli trzecie miejsce z osiemnastoma punktami na koncie po pięciu zwycięstwach, trzech remisach i dwóch porażkach, co pozwoliło im awansować na turniej we Francji.
Na tych mistrzostwach Turcy znaleźli się w grupie D razem z Chorwacją, Hiszpanią i Czechami. Po jednym zwycięstwie (z Czechami 2:0) i dwóch porażkach (z Chorwacją 0:1 i Hiszpanią 0:3) zajęli trzecie miejsce w grupie i ostatecznie zakończyli swój udział w tym turnieju.
MECZE GRUPOWE EURO 2008:
* 7 czerwca, Genewa, PORTUGALIA 0:2 (Pepe '61, Meireles '90+3)
* 11 czerwca, Bazylea, SZWAJCARIA 2:1 (Semih Şentürk '57, Arda Turan '90+2 – Hakan Yakın '32)
* 15 czerwca, Genewa, CZECHY 3:2 (Arda Turan '75, Nihat Kahveci '87, '89 – Koller '34, Plašil '62)
ĆWIERĆFINAŁ:
* 20 czerwca, Wiedeń, CHORWACJA 1:1, karne 3:1 (Semih Şentürk '120+2 – Klasnić '119)
PÓŁFINAŁ:
* 25 czerwca, Bazylea, NIEMCY 2:3 (Uğur Boral '22, Semih Şentürk '86 – Schweinsteiger '26, Klose '79, Lahm '90)

## Udział w międzynarodowych turniejach
| 1930 | Nie brała udziału                 | Nie brała udziału                 |
| 1934 | Nie brała udziału                 | Nie brała udziału                 |
| 1938 | Nie brała udziału                 | Nie brała udziału                 |
| 1950 | Wycofała się w trakcie eliminacji | Wycofała się w trakcie eliminacji |
| 1954 | Awans                             | Faza grupowa                      |
| 1958 | Wycofała się w trakcie eliminacji | Wycofała się w trakcie eliminacji |
| 1962 | Nie zakwalifikowała się           | Nie zakwalifikowała się           |
| 1966 | Nie zakwalifikowała się           | Nie zakwalifikowała się           |
| 1970 | Nie zakwalifikowała się           | Nie zakwalifikowała się           |
| 1974 | Nie zakwalifikowała się           | Nie zakwalifikowała się           |
| 1978 | Nie zakwalifikowała się           | Nie zakwalifikowała się           |
| 1982 | Nie zakwalifikowała się           | Nie zakwalifikowała się           |
| 1986 | Nie zakwalifikowała się           | Nie zakwalifikowała się           |
| 1990 | Nie zakwalifikowała się           | Nie zakwalifikowała się           |
| 1994 | Nie zakwalifikowała się           | Nie zakwalifikowała się           |
| 1998 | Nie zakwalifikowała się           | Nie zakwalifikowała się           |
| 2002 | Awans                             | III miejsce                       |
| 2006 | Nie zakwalifikowała się           | Nie zakwalifikowała się           |
| 2010 | Nie zakwalifikowała się           | Nie zakwalifikowała się           |
| 2014 | Nie zakwalifikowała się           | Nie zakwalifikowała się           |
| 2018 | Nie zakwalifikowała się           | Nie zakwalifikowała się           |
| 2022 | Nie zakwalifikowała się           | Nie zakwalifikowała się           |

| 1960 | Nie zakwalifikowała się | Nie zakwalifikowała się |
| 1964 | Nie zakwalifikowała się | Nie zakwalifikowała się |
| 1968 | Nie zakwalifikowała się | Nie zakwalifikowała się |
| 1972 | Nie zakwalifikowała się | Nie zakwalifikowała się |
| 1976 | Nie zakwalifikowała się | Nie zakwalifikowała się |
| 1980 | Nie zakwalifikowała się | Nie zakwalifikowała się |
| 1984 | Nie zakwalifikowała się | Nie zakwalifikowała się |
| 1988 | Nie zakwalifikowała się | Nie zakwalifikowała się |
| 1992 | Nie zakwalifikowała się | Nie zakwalifikowała się |
| 1996 | Awans                   | Faza grupowa            |
| 2000 | Awans                   | Ćwierćfinał             |
| 2004 | Nie zakwalifikowała się | Nie zakwalifikowała się |
| 2008 | Awans                   | Półfinał                |
| 2012 | Nie zakwalifikowała się | Nie zakwalifikowała się |
| 2016 | Awans                   | Faza grupowa            |
| 2020 | Awans                   | Faza grupowa            |
| 2024 | Awans                   | Ćwierćfinał             |

### Udział w Pucharze Konfederacji
- 1992–2001 – Nie brała udziału
- 2003 – III miejsce
- 2005 – Nie brała udziału

## Aktualna kadra
26 osobowa kadra na Mistrzostwa Europy 2020, które odbywają się w dniach 11 czerwca 2021 – 11 lipca 2021. Występy i gole aktualne na 20 czerwca 2021.
| Nr         | Imię i nazwisko  | Data urodzenia       | Występy   | Gole      | Klub                 |
| Bramkarze  | Bramkarze        | Bramkarze            | Bramkarze | Bramkarze | Bramkarze            |
| ---------- | ---------------- | -------------------- | --------- | --------- | -------------------- |
| 1          | Mert Günok       | 1 marca 1989         | 22        | 0         | İstanbul Başakşehir  |
| 12         | Altay Bayındır   | 14 kwietnia 1998     | 1         | 0         | Fenerbahçe           |
| 23         | Uğurcan Çakır    | 5 kwietnia 1996      | 11        | 0         | Trabzonspor          |
| Obrońcy    |                  |                      |           |           |                      |
| 2          | Zeki Çelik       | 17 lutego 1997       | 23        | 2         | Lille OSC            |
| 3          | Merih Demiral    | 5 marca 1998         | 24        | 0         | Atalanta             |
| 4          | Çağlar Söyüncü   | 23 maja 1996         | 38        | 2         | Leicester City       |
| 13         | Umut Meraş       | 20 grudnia 1995      | 15        | 0         | Le Havre AC          |
| 15         | Ozan Kabak       | 25 marca 2000        | 12        | 0         | Schalke 04           |
| 18         | Rıdvan Yılmaz    | 21 maja 2001         | 2         | 0         | Beşiktaş             |
| 22         | Kaan Ayhan       | 10 listopada 1994    | 40        | 4         | Fortuna Düsseldorf   |
| 25         | Mert Müldür      | 3 kwietnia 1999      | 10        | 0         | Sassuolo Calcio      |
| Pomocnicy  |                  |                      |           |           |                      |
| 5          | Okay Yokuşlu     | 9 marca 1994         | 37        | 1         | West Bromwich Albion |
| 6          | Ozan Tufan       | 23 marca 1995        | 63        | 9         | Fenerbahçe           |
| 8          | Dorukhan Toköz   | 21 maja 1996         | 10        | 1         | Beşiktaş             |
| 10         | Hakan Çalhanoğlu | 8 lutego 1994        | 59        | 13        | Inter Mediolan       |
| 11         | Yusuf Yazıcı     | 29 stycznia 1997     | 34        | 1         | Lille OSC            |
| 14         | Taylan Antalyalı | 8 stycznia 1995      | 6         | 0         | Galatasaray          |
| 19         | Orkun Kökçü      | 29 grudnia 2000      | 7         | 0         | Feyenoord            |
| 20         | Abdülkadir Ömür  | 25 czerwca 1999      | 9         | 0         | Trabzonspor          |
| 21         | İrfan Kahveci    | 15 lipca 1995        | 21        | 1         | Fenerbahçe           |
| 24         | Kerem Aktürkoğlu | 21 października 1998 | 1         | 0         | Galatasaray          |
| Napastnicy |                  |                      |           |           |                      |
| 7          | Cengiz Ünder     | 14 lipca 1997        | 32        | 9         | Olympique Marsylia   |
| 9          | Kenan Karaman    | 5 marca 1994         | 25        | 5         | Fortuna Düsseldorf   |
| 16         | Enes Ünal        | 10 maja 1997         | 22        | 2         | Real Valladolid      |
| 17         | Burak Yılmaz (c) | 15 lipca 1985        | 70        | 29        | Lille OSC            |
| 26         | Halil Dervişoğlu | 8 grudnia 1999       | 4         | 1         | Galatasaray          |

## Rekordziści
Kolorem niebieskim zaznaczono wciąż aktywnych piłkarzy
| #  | Nazwisko        | Lata gry w kadrze | Mecze | Bramki |
| -- | --------------- | ----------------- | ----- | ------ |
| 1  | Rüştü Reçber    | 1994-2012         | 120   | 0      |
| 2  | Hakan Şükür     | 1992-2007         | 112   | 51     |
| 3  | Bülent Korkmaz  | 1990-2005         | 102   | 3      |
| 4  | Emre Belözoğlu  | 2006-2019         | 101   | 9      |
| 5  | Arda Turan      | 2006-2017         | 100   | 17     |
| 6  | Tugay Kerimoğlu | 1990-2007         | 94    | 2      |
| 7  | Alpay Özalan    | 1995-2005         | 90    | 4      |
| 8  | Hamit Altıntop  | 2004-2014         | 82    | 7      |
| 9  | Mehmet Topal    | 2008−             | 81    | 2      |
| 10 | Tuncay Şanlı    | 2002-2010         | 80    | 22     |

| #  | Nazwisko               | Lata gry w kadrze | Bramki | Mecze |
| -- | ---------------------- | ----------------- | ------ | ----- |
| 1  | Hakan Şükür            | 1992-2007         | 51     | 112   |
| 2  | Burak Yılmaz           | 2006−2022         | 31     | 77    |
| 3  | Tuncay Şanlı           | 2002-2010         | 22     | 80    |
| 4  | Lefter Küçükandonyadis | 1948-1963         | 21     | 46    |
| 5  | Metin Oktay            | 1955-1968         | 19     | 36    |
| 5  | Cemil Turan            | 1969-1979         | 19     | 44    |
| 5  | Nihat Kahveci          | 2000-2010         | 19     | 68    |
| 8  | Cenk Tosun             | 2013−             | 18     | 45    |
| 9  | Arda Turan             | 2006-2017         | 17     | 100   |
| 10 | Zeki Rıza Sporel       | 1923-1932         | 15     | 16    |
| 11 | Ertuğrul Sağlam        | 1993-1998         | 11     | 26    |
| 11 | Arif Erdem             | 1993-2003         | 11     | 60    |

|  |

## Trenerzy Turcji od 1923 roku
| Trener            | Lata      |
| ----------------- | --------- |
| Ali Sami Yen      | 1923      |
| Billy Hunter      | 1924–1926 |
| Béla Tóth         | 1927–1932 |
| Fred Pagnam       | 1932      |
| James Donnelly    | 1936–1937 |
| Ignác Molnár      | 1948      |
| Kálmán Mészöly    | 1985      |
| Coşkun Özarı      | 1985–1986 |
| Mustafa Denizli   | 1987      |
| Tınaz Tırpan      | 1988–1989 |
| Fatih Terim       | 1990      |
| Sepp Piontek      | 1990–1993 |
| Fatih Terim       | 1993–1996 |
| Mustafa Denizli   | 1996–2000 |
| Şenol Güneş       | 2000–2004 |
| Ersun Yanal       | 2004–2005 |
| Fatih Terim       | 2005–2010 |
| Guus Hiddink      | 2010–2011 |
| Abdullah Avcı     | 2011–2013 |
| Fatih Terim       | 2013–2017 |
| Mircea Lucescu    | 2017–2019 |
| Şenol Güneş       | 2019–2021 |
| Stefan Kuntz      | 2021–2023 |
| Vincenzo Montella | od 2023   |